# На чёрных лядах (фильм)
«На чёрных ля́дах» (бел. На чорных лядах) — белорусский художественный фильм 1995 года, снятый Валерием Пономарёвым по мотивам произведений Василя Быкова «На чёрных лядах» и «Перед концом».

## Сюжет
Конец Слуцкого восстания 1920 года. Несколько белорусских повстанцев идут лесами, пытаясь уйти от большевиков, но вскоре понимают, что полностью окружены. Они узнают, что красные убивают пленных, а их тела возят по деревням для опознания. Родственников затем также расстреливают или репрессируют. Чтобы этого не допустить, повстанцы принимают решение совершить в глухом месте групповое самоубийство. Самому младшему из них поручено похоронить тела, он остаётся в живых.

## История
Премьера фильма должна была пройти вскоре после проведённого по инициативе Лукашенко референдума 1995 года, но так и не состоялась, якобы из-за того, что единственная копия фильма была украдена. Позднее она якобы нашлась, но в широкий прокат фильм уже не вышел. Состоялось лишь несколько ограниченных показов в Минске и Москве. По данным некоторых СМИ, негласное решение о запрете фильма было принято Владимиром Заметалиным, который в то время возглавлял Главное идеологическое управление в Администрации президента.
В конце 1990-х и начале 2000 фильм распространялся на кустарно записанных видеокассетах и дисках, одна из копий была оцифрована и выложена в интернет. Беларусьфильм, владеющий авторскими правами на фильм, не ответил на ряд приглашений показать фильм на различных кинофестивалях. В апреле 2020 года Беларусьфильм опубликовал фильм на своём официальном канале в Youtube.
А в июле 2020 обновлённая версия фильма, с улучшенным качеством изображения и звука, была повторно опубликована на специальном YouTube канале — Belarusfilm Digital.

## В ролях
| Актёр                 | Роль       |
| --------------------- | ---------- |
| Александр Лабуш       | командир   |
| Геннадий Гарбук       | Кожухарь   |
| Александр Аржиловский | Австрияк   |
| Александр Тимошкин    | Забела     |
| Александр Беспалый    | Метельский |
| Владимир Кулешов      | казак      |
| Виктор Гоголев        | дед        |
| Максим Гаврилов       | Володька   |
| Виктор Манаев         | блатняк    |
| Владимир Шелестов     | эсэр       |
| Ростислав Шмырёв      | учитель    |
| Владимир Сичкарь      | эпизод     |
| Пётр Юрченков         | эпизод     |

## Название
Слово «лядо» в земледелии обозначает место вырубки или выжига леса под пашню. В англоязычных источниках фильм получил название «On Black Ice», возможно, из-за ошибочного перевода слова «ляды» как «льды» в названии рассказа Быкова.